# Million Times
Million Times is een nummer van de Nederlandse zanger Rui uit 2016, in samenwerking met de Amerikaanse zanger Sam Ashworth.
Het nummer werd een klein radiohitje in Nederland. Het haalde de 9e positie in de Tipparade.